# 许雪光
许雪光（1958年11月—），男，汉族，四川成都人，中华人民共和国政治人物，曾任西藏自治区人民政府秘书长、办公厅党组书记，西藏自治区人大常委会副主任。